# Apothéose de Lully
 (mars 2023).

L'apothéose de Lully (titre complet : Concert instrumental sous le titre d'Apothéose composé à la mémoire Immortelle de l'incomparable Monsieur de Lully) est une sonate en trio de François Couperin parue en 1725. La sonade, selon le terme que Couperin tentera en vain d'imposer est destinée à deux dessus de viole, basse d'archet et basse continue ou deux clavecins.

## Présentation

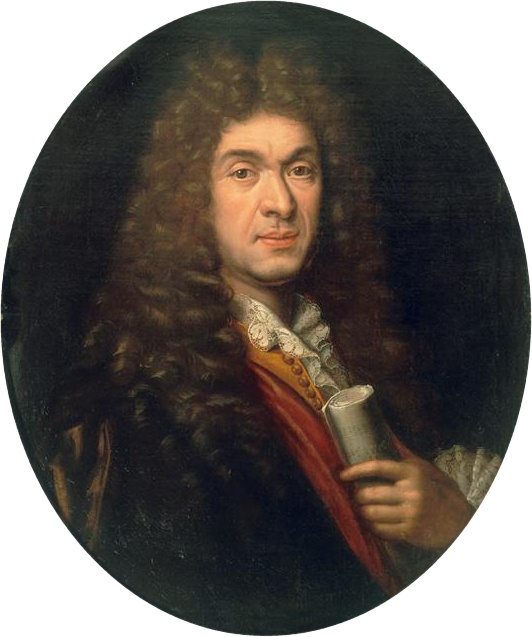
Jean-Baptiste Lully

Un des représentants principaux de la tradition musicale française du Grand Siècle et jusque pendant les années de la Régence, Couperin vénère Lully qui personnifie à ses yeux, de façon idéale, la tradition musicale française. 
L'année précédente (1724), il publiait l’Apothéose de Corelli, hommage au compositeur italien de sonates pour lequel il a la plus grande admiration et qui symbolise de façon véritablement symétrique, la tradition musicale italienne. 
Couperin, bien plus que la majorité de ses contemporains, a en effet pour ambition de réconcilier ce qui semblait alors irréconciliable, tant la conception même, les traditions et les modes d'interprétation différaient entre la France et l'Italie.  
Il explique dans la préface du recueil des Nouveaux Concerts (dits Les Goûts réunis) :

« La musique Italiéne ayant le droit d'ancienneté sur la nôtre, on trouvera à la fin de ce volume une grande Sonade-en-Trio, qui a pour tître, l'Apothéose de Corelli […] Si quelque jour ma Muse s'élève au dessus d'elle-même, j'oseray entreprendre aussi, dans un autre genre, celle de l'incomparable Monsieur de Lulli ; quoyque ses seuls ouvrages dûssent suffire pour l'immortaliser. »

Ce projet aboutit donc dès 1725 avec la publication de l'Apothéose de Lully.
Cette Apothéose, tout comme la précédente, est un parfait exemple de musique à programme. C'est un hommage au surintendant de la musique de Louis XIV (mort en 1687) que Couperin imagine reposant aux Champs Élysées et auquel Apollon, annoncé par le vol de Mercure, vient offrir son violon, avant de le placer au Parnasse. Cette faveur du dieu suscite la jalousie et les récriminations de ses confrères et collègues moins doués. Lully arrive au Parnasse, accueilli avec une certaine fraîcheur par les Muses et Corelli, déjà présent. Mais Apollon persuade les deux musiciens que l'avenir de la musique est dans la réunion bien comprise de la française et de l'italienne : les deux font la paix et donnent ensemble un concert associant et échangeant entre eux les deux traditions.

## Programme de la sonate
L'Apothéose de Lully comprend douze numéros : sensiblement plus que celle de Corelli.
1. Lulli aux Champs Élisés : Concertant avec les Ombres liriques.
2. Air pour les Mêmes.
3. Vol de Mercure aux Champs Élisés, pour avertir qu'Apollon y va descendre.
4. Descente d'Apollon qui vient offrir son violon à Lulli ; et sa place au Parnasse.
5. Rumeur souteraine : Causée par les Auteurs contemporains de Lulli.
6. Plaintes de Mêmes : pour des flûtes ou des violons très adoucis.
7. Enlèvement de Lulli au Parnasse.
8. Accueil entre-Doux, et Agard, fait à Lulli par Corelli, et par les Muses italiénes.
9. Remerciment de Lulli à Apollon.
10. Essai en forme d'Ouverture. Lulli et les Muises Françoises - Corelli et les Muses italiénes.
11. Air léger. Lulli, joüant le sujet ; et Corelli l'acompagnant.
12. Second Air. Corelli joüant le sujet, à son tour, que Lulli accompagne.

## Discographie
- Musique pour deux clavecins - William Christie et Christophe Rousset - Harmonia Mundi 1998